# Hemelrijken (Oirschot)
Hemelrijken is een landgoed ten zuiden van Oirschot dat in bezit is van het Brabants Landschap. Het gebied is 90 ha groot, maar nog enigszins versnipperd.
Dit gebied ligt aan de noordkant van de Oirschotse Heide en bestaat uit grovedennenbos en heide. Binnen het gebied liggen ook enkele akkertjes.